# Erdbeer-Klee
Der Erdbeer-Klee (Trifolium fragiferum), auch Himbeer-Klee genannt, ist  Pflanzenart aus der Gattung Klee (Trifolium) in der Unterfamilie der Schmetterlingsblütler (Faboideae) innerhalb der Familie der Hülsenfrüchtler (Fabaceae). Sie ist in Eurasien und Nordafrika weitverbreitet.

## Beschreibung

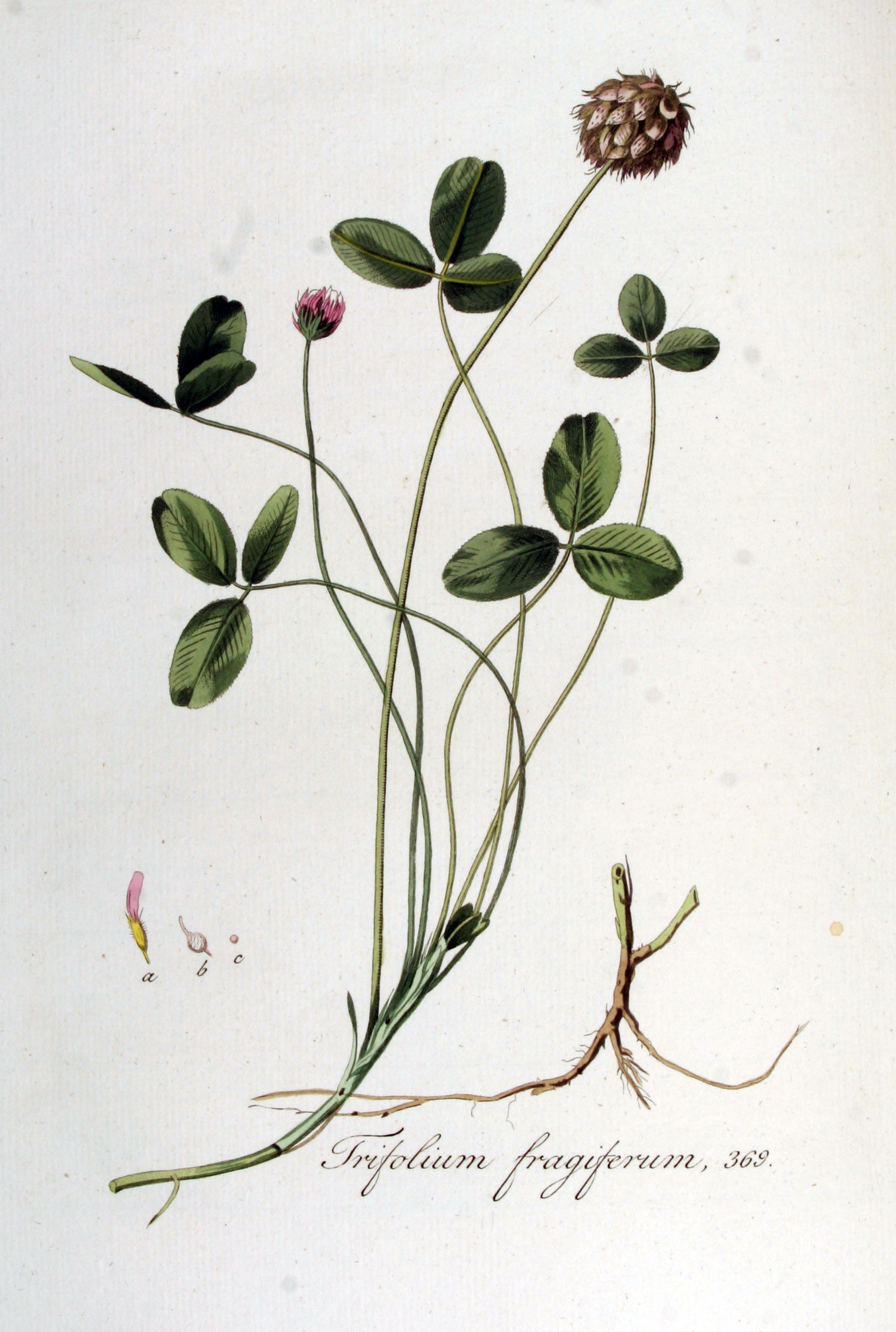
Illustration aus Flora Batava, Band 5

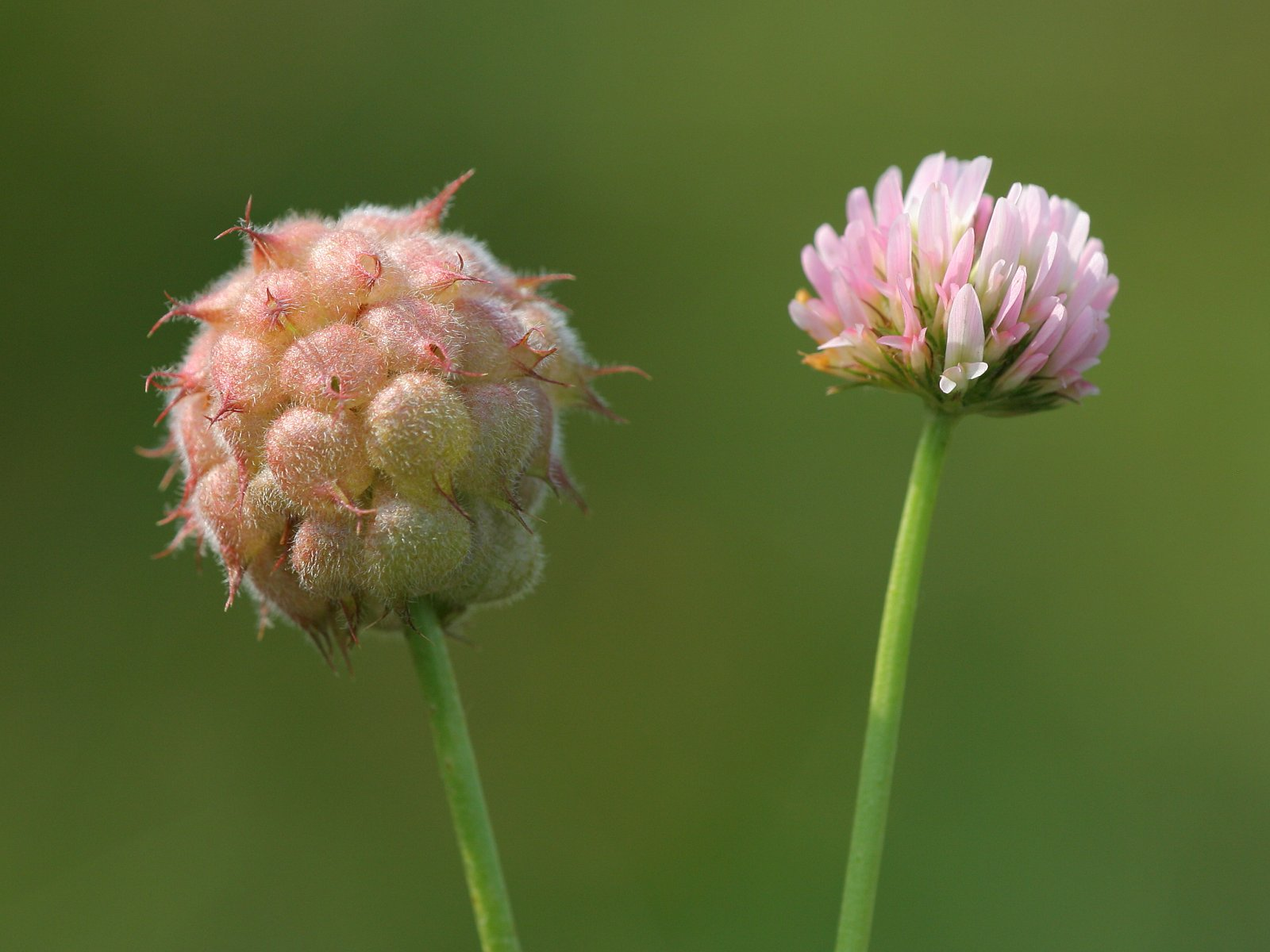
Nahaufnahme eines Fruchtstandes, links, rechts daneben eines Blütenstandes

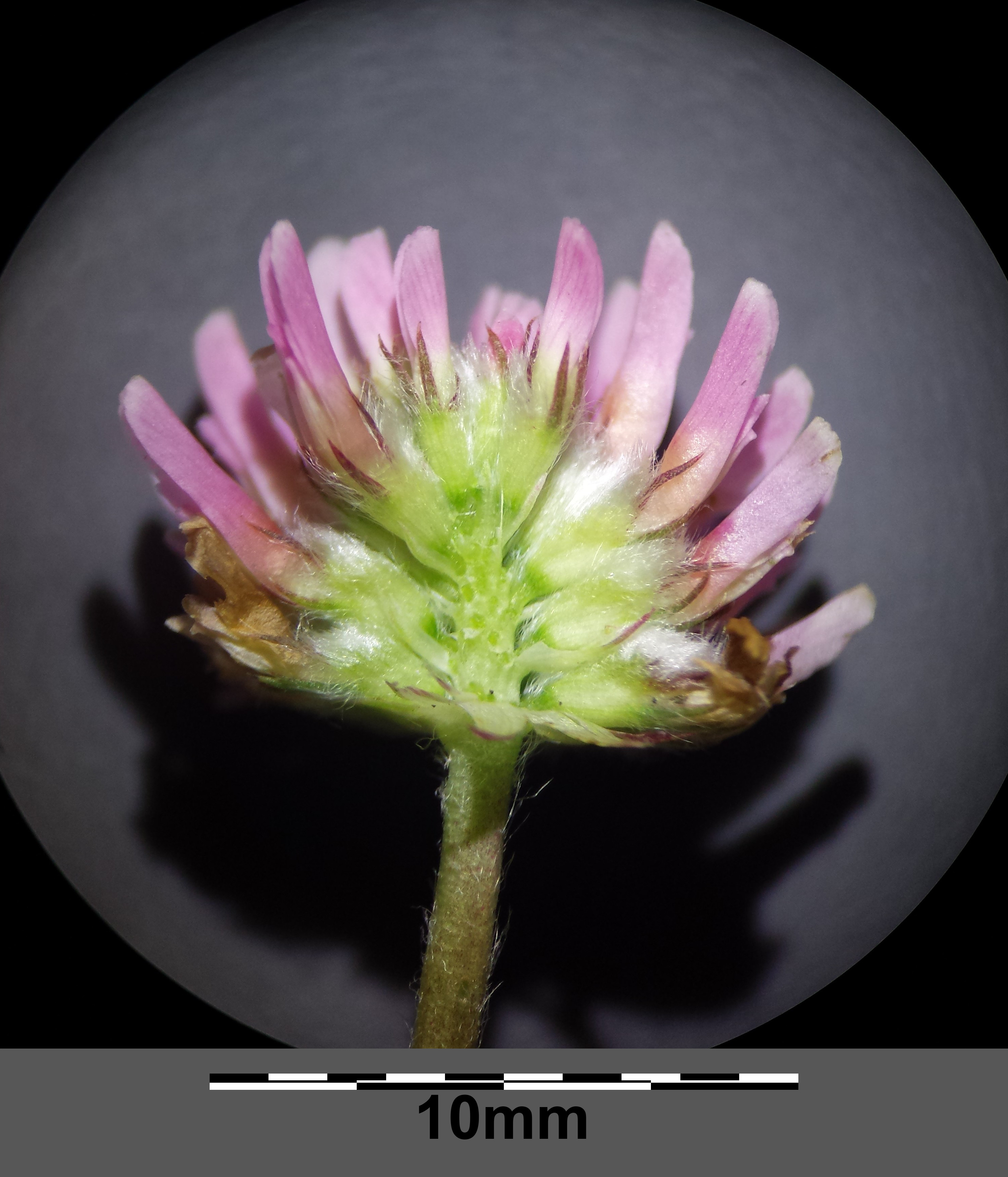
Der Blütenstand (hier die vorderen Blüten entfernt) ist eine brakteose Dolde: die Blüten sitzen in der Achsel kleiner Deckblätter.

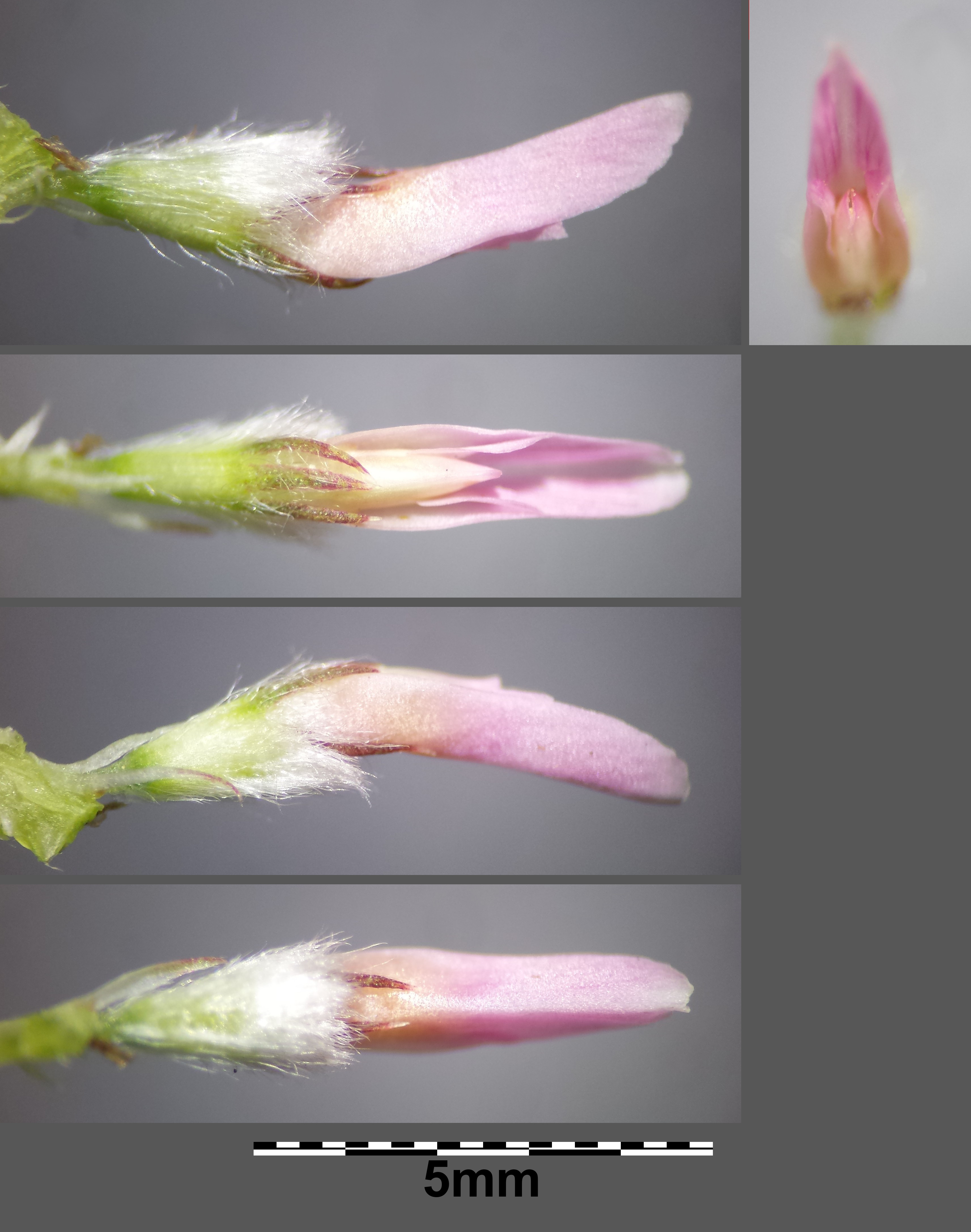
Blüte, der Kelch ist behaart.

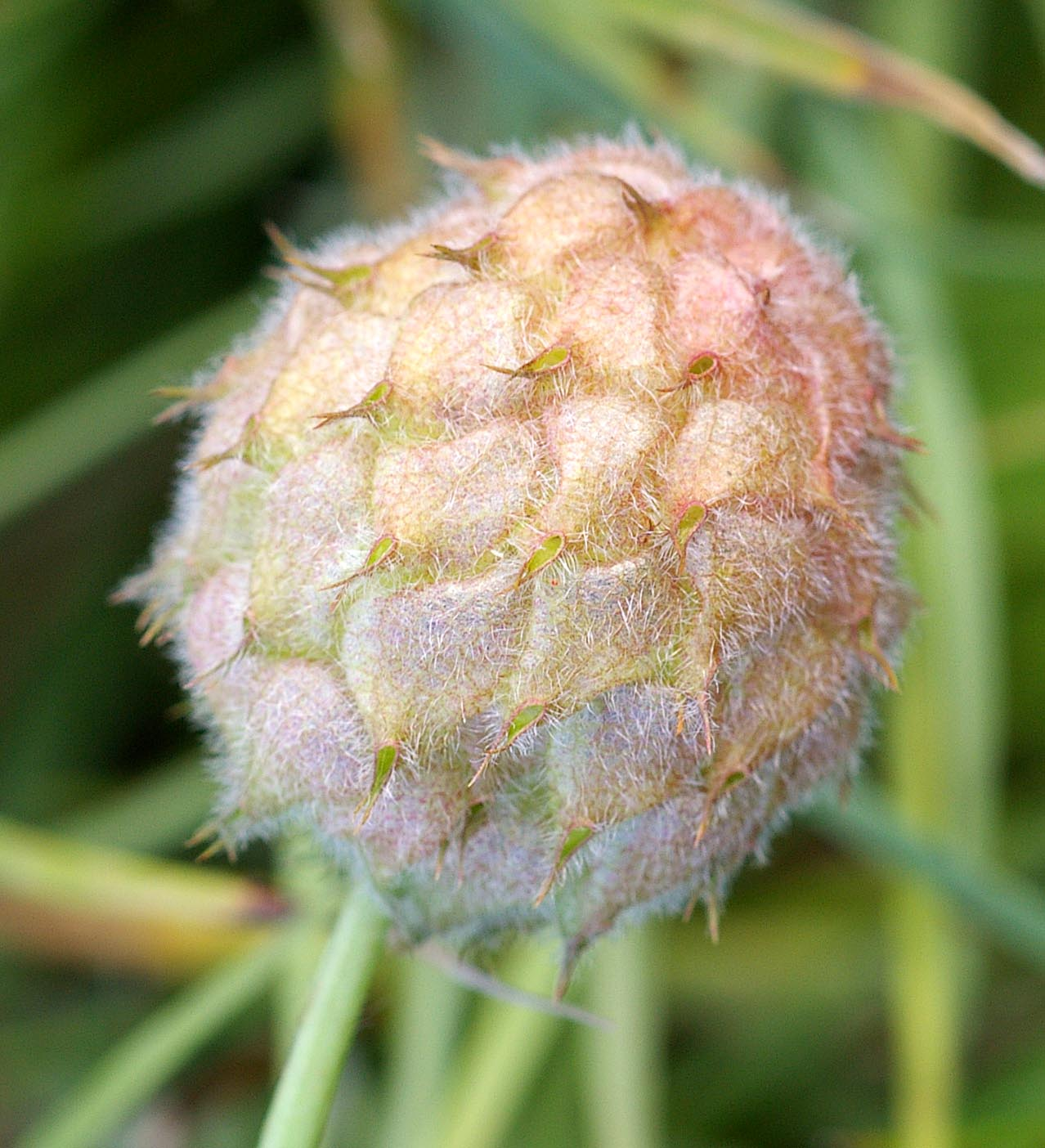
Nahaufnahme eines Fruchtstandes

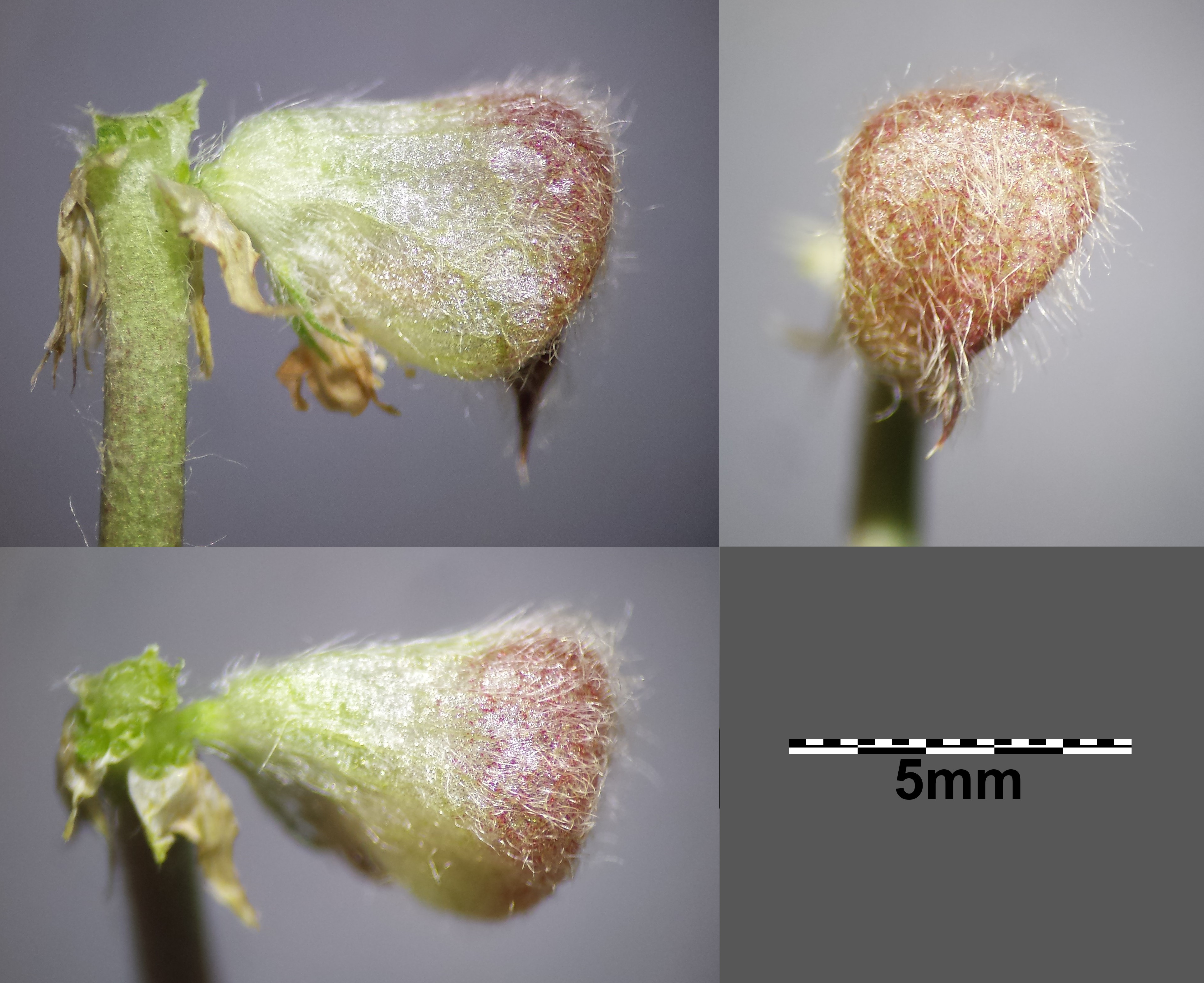
Zur Fruchtzeit ist die obere Hälfte des Kelchs auffallend aufgeblasen.

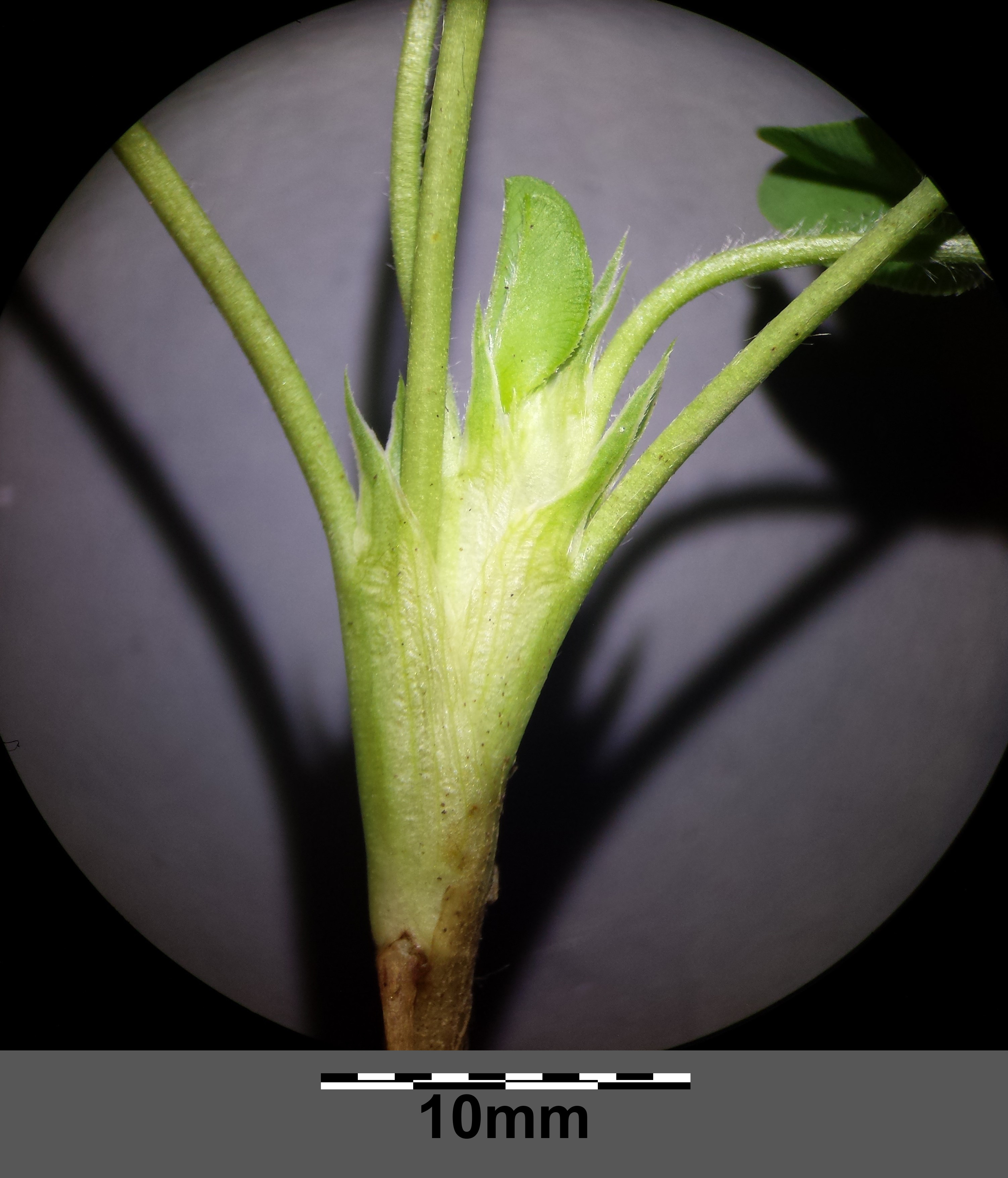
Stängel mit Blattstielen und Nebenblättern

### Vegetative Merkmale
Der Erdbeer-Klee ist eine ausdauernde krautige Pflanze. Der niederliegende, kriechende, verzweigte Stängel ist 20 bis 30 Zentimeter lang.
Die wechselständig und spiralig angeordneten Laubblätter sind in Blattstiel und Blattspreite gegliedert. Der Blattstiel ist 1,7 bis 16,3 Zentimeter lang. Die Blattspreite ist kleetypisch dreiteilig gefiedert. Die Fiederblättchen sind bei einer Länge von 5 bis 30 Millimetern sowie einer Breite von 4,5 bis 18 Millimetern eiförmig, haben einen feingesägten Rand, erscheinen bläulich-grün und sind nie gefleckt. Die Nebenblätter sind lang zugespitzt und mit den Blattstiel verwachsen.

### Generative Merkmale
Die Blütezeit reicht von Juni bis September. Die köpfchenförmigen Blütenstände enthalten 10 bis 30 Blüten und weisen in blühendem Zustand einen Durchmesser von etwa 10 Millimetern auf, zur Fruchtzeit bis 20, selten bis zu 25 Millimetern. Der Blütenstiel ist 0 bis 1 Millimeter lang.
Die zwittrigen Blüten sind als Schmetterlingsblüte zygomorph und fünfzählig mit doppelter Blütenhülle. Die Blüten sind – im Gegensatz zum Persischen Klee (Trifolium resupinatum) – nicht gedreht (die „Fahne“ weist also nach oben, das Schiffchen nach unten). Der Blütenkelch ist undeutlich 20-nervig, zweilippig und 3,5 bis 4 Millimeter lang. Die rosafarbene Blütenkrone ist 4,5 bis 8 Millimeter lang.
Die Hülsenfrucht ist 1,5 bis 2 Millimeter lang und 0,8 bis 1 Millimeter breit. Zur Fruchtzeit ist die stark behaarte Kelchoberlippe blasig aufgetrieben, wodurch die Fruchtstände ein sehr markantes Aussehen erhalten, das in der Form an eine Beerenfrucht erinnert; daher rührt auch der deutsche Trivialname.
Die Chromosomenzahl beträgt 2n = 16.

## Ökologie
Beim Erdbeer-Klee handelt sich um einen mesomorphen Hemikryptophyten.
Es findet Insektenbestäubung statt.
Die Ausbreitung der Diasporen erfolgt durch den Wind oder durch Klettausbreitung.

## Vorkommen
Der Erdbeer-Klee ist ein europäisch-westasiatisches Florenelement. Ihr Areal erstreckt sich über fast ganz Europa, ausgenommen Island und die nördlichen Teile Schottlands und Skandinaviens; es setzt sich fort in Südwestasien einschließlich Kasachstan, Afghanistan, Pakistan, Iran; auch in Nordafrika; ein isoliertes Vorkommen wird aus Äthiopien angegeben. In Deutschland ist der Erdbeer-Klee vor allem an der Nord- und Ostseeküste sowie entlang der großen Flüsse verbreitet.
Trifolium fragiferum wird als mediterranes bis submediterranes, also eher südeuropäisches Florenelement beschrieben, das im gemäßigt-kontinentalen Bereich Europas seinen Schwerpunkt hat, aber unter anderem durch Grünlandwirtschaft auch in andere Regionen „verschleppt“ wurde. Während in Südeuropa und Nordwestafrika die Unterart Trifolium fragiferum subsp. bonannii vertreten ist, wächst im nördlichen Mitteleuropa (auch in Deutschland ausschließlich) und an den Küsten des südlichen Skandinavien die Nominatform Trifolium fragiferum subsp. fragiferum. Der Erdbeer-Klee kommt vor allem in tieferen Lagen vor; im Mittelgebirgsbereich nur innerhalb von Keupergebieten (auf der Schwäbischen Alb wohl bis in eine Höhenlage von 880 Meter). Während die Verbreitung an den Küsten Mitteleuropas sehr stetig ist, sind die Funde im Binnenland in Abhängigkeit von dem salztolerierenden und sonstigen ökologischen Verhalten der Pflanze zerstreut und unregelmäßig. Eine gewisse Häufung an Nachweisen ist innerhalb Deutschlands im nordostdeutschen Tiefland zu beobachten (so unter anderem im niedersächsischen Wendland, von wo auch die Fotos stammen). Als Stromtalpflanze gibt es außerdem Schwerpunkte entlang der Elbe, des Rheins und anderer großer Flüsse. Er ist in Mitteleuropa eine Charakterart des Juncetum compressi aus dem Verband Agropyro-Rumicion, kommt aber auch in Gesellschaften des Verbands Armerion maritimae vor.
Der Erdbeer-Klee steigt im Kanton Graubünden bis 1200 Meter und im Kanton Wallis bis in eine Höhenlage von 1380 Meter auf.
Trifolium fragiferum drang in verschiedenen Regionen der Welt als Neophyt ein, so in die USA (vor allem in die westlichen Staaten), nach Neuseeland und südlichen Australien.
In Mitteleuropa kommt er insgesamt selten vor, er bildet aber dort an seinen Standorten oft lockere Bestände. Der Erdbeer-Klee ist in Deutschland eine charakteristische Pflanzenart der Küsten-Salzwiesen, beispielsweise an der Nordsee – dort kommt er in Strand-Grasnelken-Gesellschaften vor. Auch an der Ostseeküste gibt es regelmäßige Vorkommen. Im Binnenland werden insbesondere Binnensalzstellen (salzhaltige Grundwasseraustritte, Standorte im Umfeld von Kalibergwerken und Ähnliches) besiedelt, die außerdem ton-bödig und oft kalkhaltig sind. Zu nennen sind auch Kammgras-Gesellschaften, Tritt- und Flutrasen sowie Graben- und Wegränder mit entsprechenden Standortbedingungen.
Der Erdbeer-Klee gedeiht am besten auf nährstoffreichen, sandigen oder tonigen Böden, die kalkhaltig sein sollten und kochsalzhaltig sein dürfen. Er ist etwas frostempfindlich, er kommt deshalb in Mitteleuropa vorwiegend an den Küsten der Nord- und Ostsee und im Binnenland in tieferen Lagen, d. h. in den Flusstälern, vor. Der Erdbeer-Klee ist trittunempfindlich, d. h. zertrennte Stängel wachsen an den wurzelnden Knoten wieder zu selbständigen Pflanzen heran.
Die ökologischen Zeigerwerte nach Landolt et al. 2010 sind in der Schweiz: Feuchtezahl F = 3w+ (feucht aber stark wechselnd), Lichtzahl L = 4 (hell), Reaktionszahl R = 4 (neutral bis basisch), Temperaturzahl T = 4 (kollin), Nährstoffzahl N = 2 (nährstoffarm), Kontinentalitätszahl K = 4 (subkontinental), Salztoleranz 1 (salztolerant).
Der Erdbeer-Klee wird in der Roten Liste gefährdeter Pflanzenarten in Deutschland nach Metzing et al. 2018 unverändert zu 1996 bundesweit in Gefährdungskategorie V = „Vorwarnliste“ geführt, er gilt wohl aber in verschiedenen deutschen Bundesländern als gefährdet.

## Systematik
Die Erstveröffentlichung von Trifolium fragiferum erfolgte 1753 durch Carl von Linné in Species Plantarum, Tomus II, Seite 772. Das Artepitheton fragiferum für „erdbeertragend“ hatte Linné aus Caspar Bauhins Pinax entnommen.
Von Trifolium fragiferum gibt es etwa zwei Unterarten:
- Trifolium fragiferum L. subsp. fragiferum
- Trifolium fragiferum subsp. bonannii (C.Presl) Soják (Syn.: Trifolium bonannii C.Presl, Trifolium neglectum C.A.Mey.)